# Ozona
Ozona – miasto w Stanach Zjednoczonych, w stanie Teksas, w  hrabstwie Crockett. W 2000 roku liczyło 3 436 mieszkańców.